# 곽수일
곽수일(郭秀一, 1941년~)은 대한민국의 경영학자이다. 서울대학교 명예교수이자 대한민국 학술원 회원이며, 한국문화경제학회, 한국경영정보학회, 한국중소기업학회, 한국생산관리학회, 한국경영과학회 회장을 역임했다. 아시아나항공과 LG전자의 사외이사를 지냈으며, KBS 이사, 매일경제신문 비상임 논설위원 등 언론 분야에서도 활동했다.